# Árgennos
Árgennos (Argennos) är en ort i Grekland.   Den ligger i prefekturen Nomós Lésvou och regionen Nordegeiska öarna, i den östra delen av landet, 270 km nordost om huvudstaden Aten. Árgennos ligger 472 meter över havet och antalet invånare är 209. Den ligger på ön Lesbos.
Terrängen runt Árgennos är huvudsakligen kuperad, men åt nordost är den platt. Havet är nära Árgennos norrut. Runt Árgennos är det ganska glesbefolkat, med 23 invånare per kvadratkilometer. Närmaste större samhälle är Stýpsi, 6,6 km sydväst om Árgennos. 